# Banc central republicà de la RPD
El Banc central republicà de la República Popular de Donetsk (BCR de la RPD) fou creat el 7 d'octubre de 2014, quant el Consell de ministres de l'autoproclamada RPD va fer canvis en el Reglament del Ministri de finances de la RPD, que preveren la creació del «Banc central republicà de la República Popular de Donetsk».
BCR de la RPD és el principal banc de la república. Inicialment, el banc només servia a les persones de l'estat i a les persones jurídiques. A partir del 12 de març de 2015, el banc va començar a obrir comptes també per a les persones físiques.
18 de març de 2015 el presídium del Consell de ministres de la RPD establí, que al territori de la RPD els mitjans de pagament legals són: hrívnia ucraïnesa, ruble rus, dòlar dels Estats Units i euro, mentre que les divises corrents són el ruble i la hrívnia. Al BCR de la RPD s'encarregà de proporcionar la publicació diària oficial dels tipus de canvi oficials fixats pel banc de hrívnia al ruble, el dòlar i l'euro, que són indispensables en el càlcul dels preus de béns i de serveis.
En abril de 2015 d'acord amb el decret del cap de la RPD el «Correus de Donbass» i el Banc central republicà de la RPD començaren oficialment el pagament regular de les pensions i dels beneficis a la població.
6 de maig de 2015 el presídium del Consell de ministres de la RPD aprovà el Reglament sobre el Banc central republicà.